# Hella Sketchy
Hella Sketchy (* 11. Januar 2001 in Manila, Philippinen; † 27. Juni 2019 in Los Angeles; wirklicher Name: Jacob Tyler Thureson) war ein US-amerikanischer Rapper.

## Leben
Jacob Tyler Thureson wurde in Manila auf den Philippinen geboren. Sein Vater Erik Thureson ist Filmemacher. Hella Sketchy machte sich bereits mit 16 Jahren auf Soundcloud einen Namen als Rapper, insbesondere da er einen Großteil seiner Beats selbst produzierte. Sein Video Spent a Check erreichte über 1,3 Millionen Views auf YouTube. Musikalisch stand er dem Trap und dem Cloud Rap nahe. Neben seiner eigenen Musik betreute er seinen eigenen Beat-Store mit etwa 300 käuflich zu erwerbenden Beats. Auch wenn er im typischen Autotune-Rapstil viele Gangsta-Rap-Themen abarbeitete, so finden sich auch christliche Themen in seinen Lyrics. Im Juni 2018 führte ihn die Seite Hot New Hip-Hop als einer der besten zehn Rapper auf Soundcloud.
Im März 2019 veröffentlichte er sein selbstbetiteltes Mixtape über das Label Cupid Soldiers und konnte so einen Vertrag bei Atlantic Records unterschreiben. Am 13. Juni 2019 fanden seine Eltern den 18-jährigen Rapper nach einer Überdosis bewusstlos auf. Er wurde wiederbelebt und in ein Krankenhaus in Los Angeles gebracht. Dort wurde er nach 14 Tagen im künstlichen Koma am 27. Juni 2019 um 5:11 für tot erklärt.

## Diskografie
- 2019: Hella Sketchy (Cupid Soldiers)
- 2022: Cupid Soldiers (Cupid Soldiers)